# Estación de Melide
La estación de Melide es la principal estación ferroviaria de la comuna suiza de Melide, en el Cantón del Tesino.

## Historia y situación
La estación de Melide  fue inaugurada en el año 1874 con la puesta en servicio del tramo Lugano - Chiasso de la línea Immensee - Chiasso, más conocida como la línea del Gotardo, que se inauguraría al completo en 1882.
Se encuentra ubicada en el norte del núcleo urbano de Melide. Cuenta con un andén central al que acceden dos vías pasantes. A ellas hay que sumar otras tres vías pasantes y una vía topera más.
En términos ferroviarios, la estación se sitúa en la línea Immensee - Chiasso. Sus dependencias ferroviarias colaterales son la estación de Lugano-Paradiso hacia Immensee y la estación de Maroggia-Melano en dirección Chiasso.

## Servicios Ferroviarios
Los servicios ferroviarios de esta estación están prestados por SBB-CFF-FFS y por TiLo:

### TiLo
TiLo opera servicios ferroviarios de cercanías, llegando a la estación una línea de cercanías que permiten buenas comunicaciones con las principales ciudades del Cantón del Tesino así como la zona norte de Lombardía. Estos trenes tienen como origen Biasca o Castione-Arbedo, y finalizando su recorrido en Chiasso o Albate-Camerlata, aunque algunos tienen como origen o destino Airolo y Milán respectivamente.
- S 10 (Airolo - Faido -) Biasca - Castione-Arbedo - Bellinzona - Lugano - Mendrisio - Chiasso - Como San Giovanni - Albate-Camerlata